# Saint-Martin (Fluss)
Der Saint-Martin ist ein Fluss in Frankreich, der im Département Eure-et-Loir in der Region Centre-Val de Loire verläuft. Er entspringt im Regionalen Naturpark Perche, im nordöstlichen Gemeindegebiet von Saint-Maurice-Saint-Germain, entwässert generell Richtung Nordost und mündet nach rund 19 Kilometern beim Ort Blévy, im Gemeindegebiet von Maillebois, als rechter Nebenfluss in die Blaise.

## Orte am Fluss
(Reihenfolge in Fließrichtung)
- Les Gâtines, Gemeinde Saint-Maurice-Saint-Germain
- Digny
- L’Ongle, Gemeinde Ardelles
- Jaudrais
- Saint-Martin, Gemeinde Maillebois
- Blévy, Gemeinde Maillebois